# José Gurvich
José Gurvich, nascut Zusmanas Gurvicius (5 de gener de 1927 - 24 de juny de 1974), va ser un pintor uruguaià d'origen lituà i una de les principals figures del constructivisme al seu país.

## Biografia
Nascut a Lituània, era fill d'un matrimoni jueu. Va emigrar a l'Uruguai al costat de la seva mare i de la seva germana. Després d'una bona adaptació, el 1942 es va apuntar a l'Escola Nacional de Belles Arts. Tres anys més tard coneixeria a Joaquim Torres-Garcia, la influència del qual seria molt important en la seva carrera com a pintor.
El 1945 va integrar l'Associació d'Art Constructiu. Durant els anys 1950 va viatjar per Europa i Israel, lloc on ja vivia la seva germana. El 1970, després de la mort del seu pare, va tornar a Israel i va exposar una nova col·lecció de pintures a Tel-Aviv.
El 1974 va presentar les seves pintures a l'event Sculpture for Painters a Nova York. Va morir en aquesta mateixa ciutat als 47 anys. Actualment el Museu Gurvich, dirigit pel seu fill a Montevideo, ensenya gran part de la seva obra.